# Smack Up
Albums de Art Pepper
Gettin' Together!
(1960) Intensity
Smack Up est un album du saxophoniste Art Pepper.

## L'album
L'album est articulé autour de compositions de saxophonistes uniquement (Harold Land, Buddy Collette, Benny Carter, Duane Tatro, Ornette Coleman, Jack Montrose). Art Pepper compose Las Cuevas De Mario.

## Titres
- 01. Smack Up 4:19
- 02. Las Cuevas De Mario 7:11
- 03. A Bit Of Basie 7:27
- 04. How Can You Lose 6:57
- 05. Maybe Next Year 4:25
- 06. Tears Inside 7:43
- 07. Solid Citizens (Take 33) 6:33
- 08. Solid Citizes (Take 37) 6:30

## Personnel
- Art Pepper (as), Jack Sheldon (tp), Pete Jolly (p), Jimmy Bond (b), Frank Butler (d)

## Dates et lieux
- Contemporary's Records, Los Angeles,  Californie, 24 octobre 1960 & 25 octobre 1960

## CD références
- 1989 Contemporary Records - OJCCD-176-2 (S-7602)

## Référence
- Liner notes de l'album, Leonard Feather, 26 janvier 1961